# Naselje kralja Zvonimira (Bjelovar)
Naselje kralja Zvonimira ili Zvonimirovo naselje također kroz povijest znano i kao Naselje Centar je stambeni blok i grupa stambenih zgrada u Bjelovaru unutar četvrti Logor.

## Opis
Naselje se nalazi unutar bloka omeđen ulicama Alojzija Stepinca i Milana Šufflaya te se unutar njega nalazi skup stambenih zgrada i garažnih prostora. Između nekih od stambenih zgradi se nalaze i dječija igrališta. 
Na južnom dijelu naselja se nalaze veće-površinski zeleni prostori te prema prometnom raskrižju ulica Alojzija Stepinca i Andrije Hebranga se nalazi i uređeni park sa šetnicom.

## Povijest
Današnji prostor Zvonimirovog naselja je provelo veći dio povijesti kao oranice u krugu vojnog vježbališta Logor. 
Godine 1972. je formuliran plan izgradnje Bjelovara prema sjeveru, gdje je stvoren plan današnjeg Zvonimirovog naselja te se izgrađuje u sličnome vremenskom razdoblju kao i današnja IV. osnovna škola. Naselje je pri završetku izgradnje zadobilo naziv Naselje Centar. 
Godine 1991. osamostaljenjem Hrvatske naselje mijenja naziv u Naselje kralja Zvonimira ali su starije stambene zgrade u naselju kolokvijalno još znane kao zgrade Centar.